# عین دبی
عین دبی، بزرگترین و بلندترین چرخ و فلک جهان است که در جزیره بلوواترز در نزدیکی مارینا دبی در امارات متحده عربی واقع شده‌است.

## زمینه

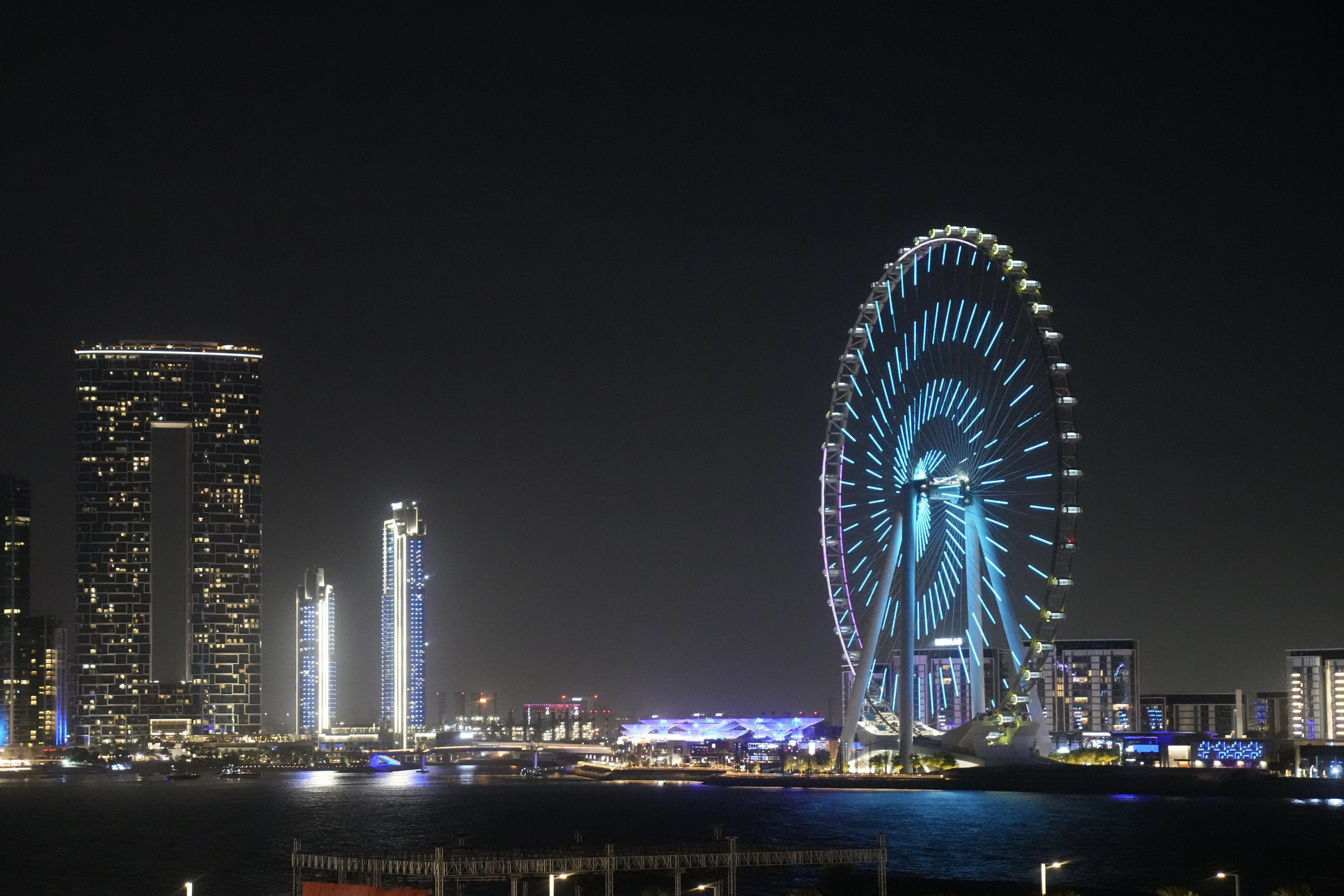
نورپردازی عین دبی در شب

ساخت عین دبی (قبلاً به نام Dubai eye یا Dubai-I) ۲۵۰ متری (۸۲۰ فوت) در جزیره بلوواترز در امارات متحده عربی در فوریه ۲۰۱۳ اعلام شد. مهندسی و ساخت‌وساز هیوندای و مهندسی استارنث به عنوان پیمانکاران اصلی طراحی و ساخت منصوب شدند. ساخت و ساز در می ۲۰۱۵ آغاز شد و پیش‌بینی شد که اوایل تا اواسط سال ۲۰۱۹ تکمیل شود. تاخیرهای بعدی، افتتاح سازه را به ۲۰ اکتبر ۲۰۲۰، همزمان با اکسپو ۲۰۲۰، سوق داد اما این هم به دلیل همه‌گیری کووید-۱۹ به تعویق افتاد. چرخ و فلک، یک سال بعد از آن تاریخ، در ۲۱ اکتبر ۲۰۲۱، گشایش یافت. عین دبی، ۸۲٫۴ متر (۲۷۰ فوت) بلندتر از های رولر، بلندترین چرخ و فلک گذشته جهان با ۱۶۷٫۶ متر (۵۵۰ فوت)، است که در مارس ۲۰۱۴ در لاس وگاس گشایش یافت.
طراحی و ساخت توسط مهندسی و ساخت‌وساز هیوندای و مهندسی استارنث انجام شد و عملیات اصلی ساخت و ساز از می ۲۰۱۵ کلید خورد.

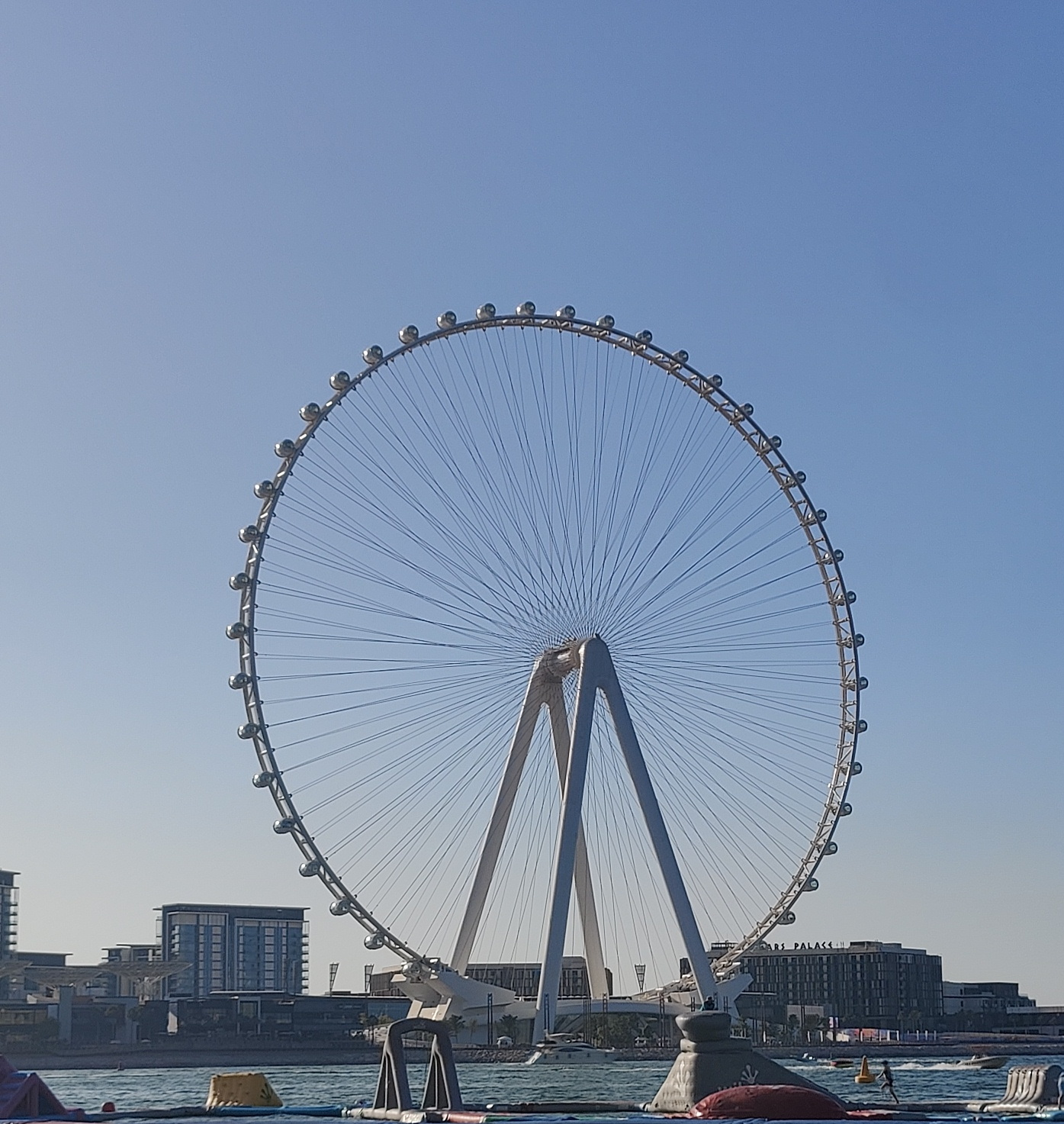

این سازه توان ترابری تا ۱۴۰۰ مسافر در ۴۸ کپسول را داشته و منظره ای از دبی مارینا و مکان‌های دیدنی مانند برج العرب، نخل جمیرا و برج خلیفه را ارائه می‌کند. مکان آن به عنوان یک منطقه سرگرمی به کار رفته و ۸۰ متر (۲۶۰ فوت) صفحه نمایش LED روی چرخ و فلک نصب شده که یک پلتفرم الکترونیکی برای پخش، تبلیغات و سایر اطلاعات ایجاد می‌کند.